# 黎耀森
黎耀森，清朝人，是一名清朝政治人物。
黎耀森曾于1905年接替屈泰清任娄县知县一职，1906年由何荣烈接任。